# Junicode
Junicode（全稱Junius-Unicode）是一款免费开源的支援Unicode的復古風格襯線字體，由弗吉尼亞大學Peter S. Baker主持設計。它基于17世紀英國牛津的一種字體。字體囊括了大量特殊字符及合字，以便於研究中世紀的学者使用。具有OpenType特性。
Junicode最新版本為2.206，發佈於2024年1月9日。

## 设计
Junicode的拉丁字母的设计基于英国牛津大学出版社在17世纪使用的字体设计。彼得·贝克（Peter Baker）基于乔治·希克斯（George Hickes）在《Linguarum Vett. Septentrionalium Thesaurus》（1703-1705）中使用的字体设计，创作了Junicode拉丁字体，并将其命名为Junicode（Junius Unicode）。该命名是为了纪念原版字体的委托人弗朗西斯科·朱尼乌斯（Franciscus Junius），该字体用于 Pica Saxon 卷中的盎格鲁-撒克逊文字。Junicode的设计是16世纪早期字体（如Garamond）和18世纪后期字体（如Caslon）之间的过渡。Junicode的拉丁字母的设计与这些早期和后期字体都有着许多共性。

## 起源和应用
Junicode字体是专门为中世纪学者开发的，因为中世纪学者需要一种字体来涵盖中世纪手稿中使用的大量特殊字符和连字。该字体在常规和意大利体字形中完全支持中世纪 Unicode 字体计划 4.0 版本（Medieval Unicode Font Initiative version 4.0）。
尽管Junicode专为满足中世纪学者的需求而进行了专门化处理，但该字体非常完整，并支持大量Unicode字符。在常规样式中，提供了3000多个字符。这使得Junicode适用于使用拉丁字母的多种语言，包括需要在传统字体中找不到的特殊变音符号的学术文本和出版物。它以常规、意大利体、粗体和粗意大利体样式存在，常规样式具有最大的字符集。常规和粗体样式具有小型大写字母，所有样式都具有花体花体替代，尽管意大利体花体大写字母并不完整。
由于Junicode具有许多带有堆叠变音符号的高字符，因此在许多应用程序中具有非常宽的行距。

## 可用性和开发
Junicode是一款免费且开源的软件，根据SIL开放字体许可证授权，以TrueType格式发布。针对Junicode的特定软件包可在Debian、Ubuntu和FreeBSD等开源系统上获得。
Junicode字体是在FontForge字型编辑程序中开发的。该字体包括通过ttfautohint程序生成的TrueType提示信息。